# George Catlin
George Catlin (Wilkes-Barre, 26 luglio 1796 – New York, 23 dicembre 1872) è stato un pittore statunitense, che contribuì con la sua arte alla diffusione dell'immagine del vero Indiano d'America.
Fu anche uno scrittore e per pochissimo tempo avvocato.

## Biografia
Nel 1826 fu eletto accademico della National Academy of Design e ricevette molte commissioni per la realizzazione di ritratti di scene politiche e personaggi importanti, come il governatore DeWitt Clinton; si dedicò poi a ritrarre scene, oggetti, costumi e personaggi della comunità dei nativi americani.
Nel 1830 si trasferì assieme alla moglie a Saint Louis, che divenne il punto di partenza di ogni successivo viaggio nella "terra selvaggia". Qui incontrò il generale e grande esploratore William Clark, che assieme a Meriwether Lewis lo precedettero nei viaggi e scoperta della grande pianura indiana e delle sue genti.

### Viaggi

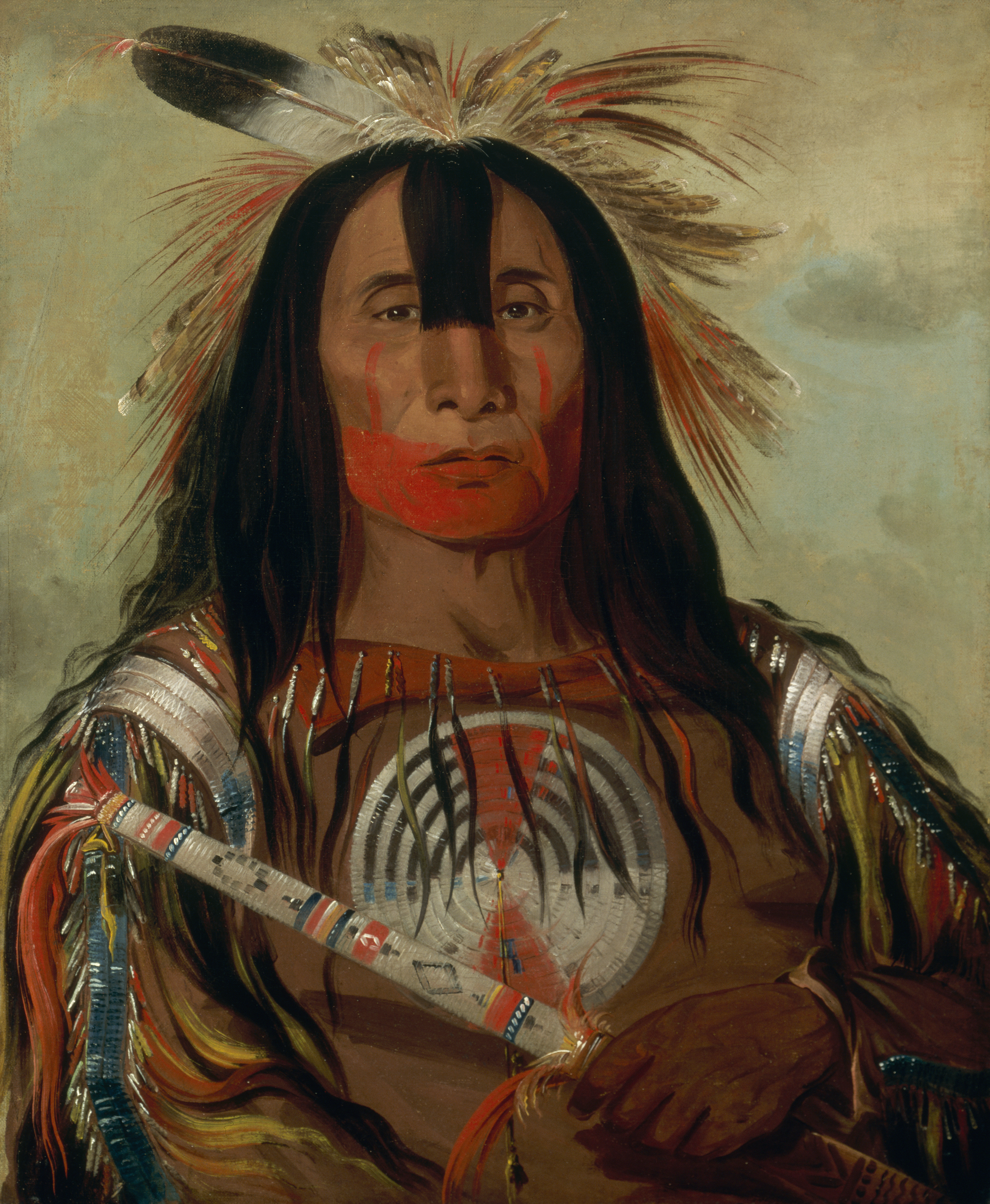
Stu-mick-o-sucks (La gobba grassa del bisonte) grande capo dei Piedi Neri ritratto da Catlin

Fu nell'ufficio di Clark che Catlin ebbe le prime occasioni di ritrarre gli indiani che venivano a fargli visita. 
Effettuò il suo primo viaggio con il generale Clark nel 1830, verso Fort Crawford e Prairie du Chien, nell'alto Missouri, per firmare un trattato con le tribù Iowa, Sioux, Missouri, Omaha, Sauk e Fox.
Dopo due anni, il 26 marzo 1832, Catlin intraprese una vera e propria spedizione nei territori dei nativi a bordo del battello a vapore "Yellowstone", da Saint Louis alla bocca del fiume Yellowstone. In questo viaggio si fermò a Fort Union per un mese ed ebbe l'occasione di dipingere le tribù Piedi Neri, Crow, Assiniboin e Cree stanziate nella zona.
Nel viaggio di ritorno, dopo duecento miglia si fermò a Fort Clark nel villaggio dei Mandan (attuale città di Bismarck, capitale del Dakota del Nord) e qui rimase abbastanza da poter annotare ogni curiosità e aspetto della loro vita, fin nei minimi particolari. Fu il primo uomo bianco ad assistere alla Danza del Sole. 
Dopo una sosta a Fort Leavenworth tornò a Saint Louis. 
Nel 1833 un quotidiano di Pittsburgh parlò della prima mostra di opere di Catlin di ritratti indiani.
Nel 1834 partecipò in Florida alla spedizione dei dragoni verso i Comanche e i Pawnee, e qui ebbe l'occasione di assistere e riportare il gioco della palla dei Choctaw. Dopo aver rischiato la vita a causa di un'epidemia, ritornò da solo a Saint Louis. 
Nel 1834 si trovava a Fort Snelling tra indiani Dakota, Ojibwa, Sauk e Fox, e conobbe il maggiore di origine italiane Lawrence Taliaferro, con il quale organizzò una festa indiana per il 4 luglio, giorno dell'Indipendenza.

### Mostre

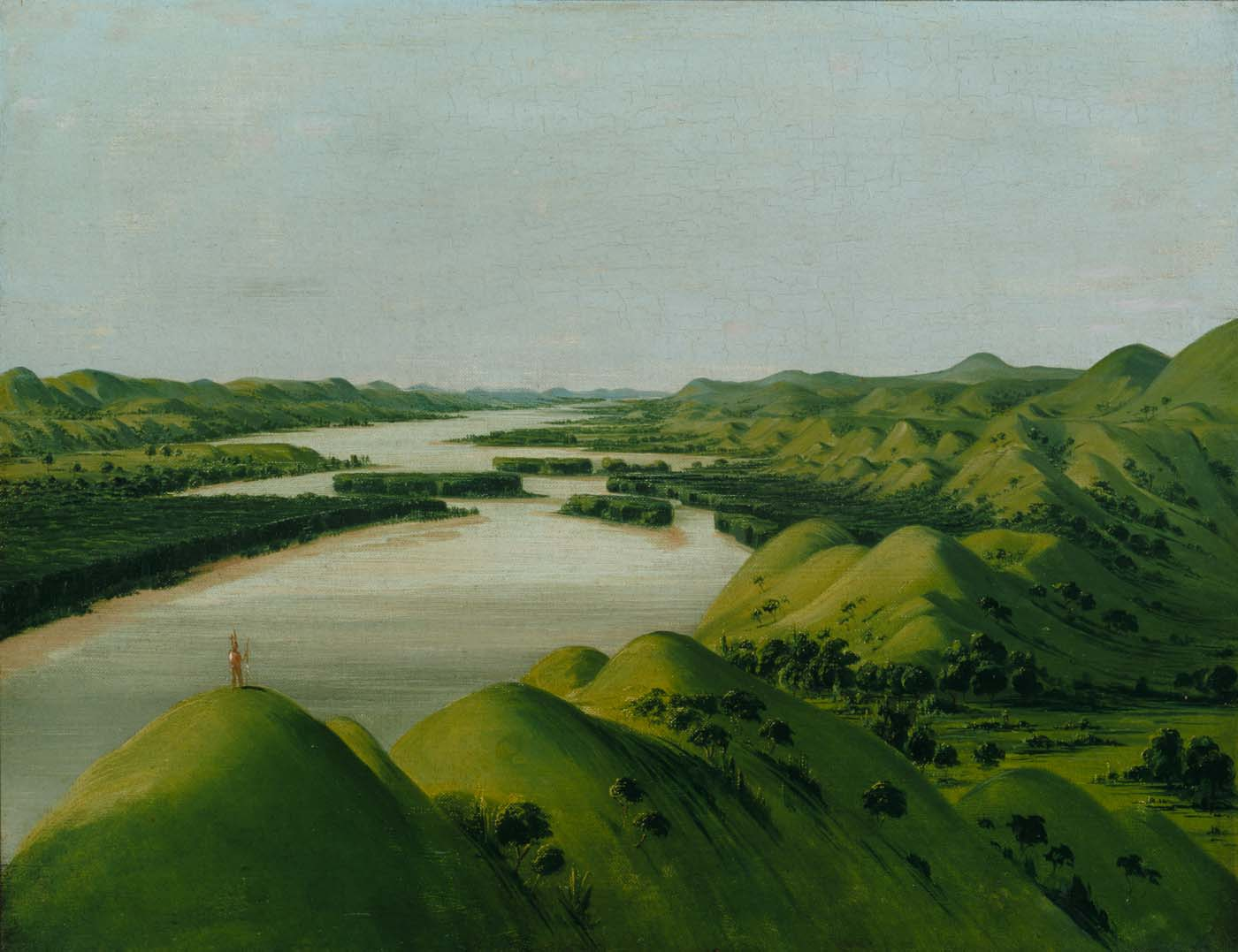
Vista del fiume Missouri costeggiato da bluffs

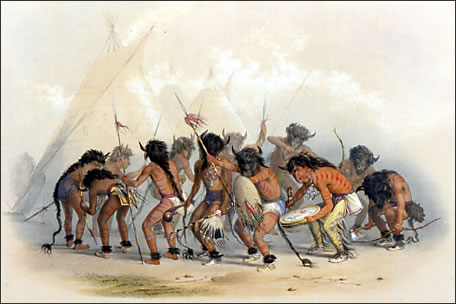
Raffigurazione della Danza del Bisonte eseguita dai Mandan

Nel 1835 Catlin rientrò assieme alla moglie a Buffalo, dove venne organizzata la prima mostra di quadri veramente importante; essa riscosse grande curiosità e successo tra i civili.
Il 23 settembre 1837 aprì il suo museo, la Indian Gallery, pieno di reperti e ritratti di scene di caccia al bisonte, panorami di villaggi indiani, cerimonie e danze religiose ripresi durante i suoi viaggi. Ciò che Catlin presenta dell'Indiano fu tuttavia visto con sospetto, poiché la propaganda aveva sempre presentato gli Indiani come selvaggi ridotti allo stato di animali, mentre il suo lavoro fu sostenuto dalla volontà di capire e portare la verità al di fuori della frontiera.
Il 6 ottobre la mostra chiuse per riaprire tre giorni dopo allo Stuyvesant Institute a Broadway. L'interesse rimase molto alto grazie al fatto che alla mostra erano presenti anche un gruppo di Sauk e Fox, tra cui Volpe che Corre (Kee-o-kuk). 
Le entrate della mostra costituirono a quel punto la sua principale fonte di reddito; quando l'affluenza di pubblico iniziava a diminuire, chiudeva la mostra per riaprirla altrove. La sua speranza era di vendere la sua collezione al governo degli Stati Uniti.
Dopo un viaggio in Inghilterra nel 1838, riaprì la mostra a New York ma ormai, seppur aiutato da molti giornali, il pubblico ormai sembrava aver perso interesse per i nativi americani. Nel 1840 decise così di aprire la mostra a Londra dove, grazie all'appoggio di Murray, maggiordomo della casa reale, e la presenza di illustri personaggi quali il duca di Cambridge, il duca di Wellington, il vescovo di Londra e così via, riscosse un successo clamoroso.
L'anno seguente, grazie all'aiuto della regina Vittoria, riuscì a pubblicare le sue lettere in un volume dal titolo "Letters and Notes on the Manners, Customs and Condition of the North American Indians. In two volumes, with four hundred illustrations". Ebbe un notevole successo; portò un gruppo di Indiani alla presenza della regina Vittoria e organizzò scene di cerimonie e danze da riproporre nelle sue mostre.
Una volta ricaduto l'interesse anche in Inghilterra, e con la morte della moglie Clara, Catlin si recò a Parigi, poi dal re del Belgio Leopoldo I e infine iniziò a girare tra America, Francia e Inghilterra a riproporre le sue opere fino al 1851.
Perseguitato dai creditori, si ritirò a Bruxelles dove dipinse e scrisse.
Nel 1870 tornò a New York; qui morì il 23 dicembre di due anni dopo.

## L'eredità
L'eredità lasciata da Catlin conta centinaia di ritratti di scene di vita indiana e dei più famosi capi indiani dell'epoca, di 58 lettere da lui scritte nelle quali racconta con grandi dettagli le sue avventure durante gli anni delle sue esplorazioni, e di innumerevoli oggetti di uso quotidiano della vita indiana tra copricapi, vesti, tamburi, culle.
Catlin aveva anche un interesse per la geologia che lo portava durante i suoi viaggi a raccogliere e catalogare molte pietre, rocce e minerali che raccoglieva. A lui, solo tra i bianchi, fu concesso dagli indiani di recarsi sulle alture da dove essi estraevano la rara pietra rossa con cui facevano i calumet. Il materiale, molto raro in natura, è da allora chiamato Catlinite.
La sua collezione di quadri si trova ora dispersa tra lo Smithsonian Institute a Washington, il Joslyn Art Museum di Omaha, il Gilcrease Institute di Tulsa e l'American Museum of Natural History di New York.